# Sphaerophragmium chevalieri
Sphaerophragmium chevalieri är en svampart som beskrevs av Har. & Pat. 1909. Sphaerophragmium chevalieri ingår i släktet Sphaerophragmium och familjen Raveneliaceae.   Inga underarter finns listade i Catalogue of Life.